# Ortický trojúhelník
Ortický trojúhelník je trojúhelník, který je tvořen spojnicemi pat výšek trojúhelníka. 

## Vlastnosti ortického trojúhelníka
- U ostroúhlého trojúhelníka leží celý ortický trojúhelník uvnitř jeho plochy, u tupoúhlého leží část ortického trojúhelníka mimo jeho plochu. Pravoúhlý trojúhelník svůj ortický trojúhelník nemá, protože jeho dvě paty výšek splývají.
- Ortocentrum (průsečík výšek) ostroúhlého trojúhelníka je středem kružnice vepsané jeho ortickému trojúhelníku; ortocentrum tupoúhlého trojúhelníka je středem jedné z kružnic připsaných jeho ortickému trojúhelníku.
- Spojnice středu kružnice opsané a jednotlivých vrcholů trojúhelníka jsou kolmé k jednotlivým stranám jeho ortického trojúhelníka (tzv. Nagelova věta).

## Taylorova kružnice
Pokud z vrcholů ortického trojúhelníka spustíme kolmice na zbývající strany, dostaneme celkem šest bodů. Všechny tyto body leží na kružnici, která se nazývá Taylorova kružnice. Její střed je zároveň středem kružnice vepsané příčkovému trojúhelníku ortického trojúhelníka. Taylorova kružnice je speciálním případem Tuckerovy kružnice.

## Popis obrázku
Taylorova kružnice:
- ΔABC,
- a, b, c – strany,
- va, vb, vc – výšky,
- Va, Vb, Vc – paty výšek,
- V – ortocentrum (průsečík výšek),
- ΔVaVbVc – ortický trojúhelník,
- ΔT1T2T3 – příčkový trojúhelník ortického trojúhelníka
- t – kružnice vepsaná ΔT1T2T3
- va1, va2, vb1, vb2, vc1, vc2 – kolmice na strany a, b, c spuštěné z vrcholů  ΔVaVbVc
- k – Taylorova kružnice,
- K – střed kružnic k, t
- Va1, Va2, Vb1, Vb2, Vc1, Vc2 – průsečíky kolmic va1, va2, vb1, vb2, vc1, vc2 a stran a, b, c, všechny leží na Taylorově kružnice